# Władysław Skalski (1941–2011)
Władysław Józef Skalski (ur. 25 marca 1941 w Nowym Targu, zm. 20 sierpnia 2011 w Krakowie) – polski inżynier, poseł na Sejm X kadencji (1989–1991).

## Życiorys
W 1963 ukończył studia na Wydziale Mechanicznym Politechniki Krakowskiej. Do 1993 pracował w Nowotarskich Zakładach Przemysłu Skórzanego „Podhale”, dochodząc do stanowiska głównego specjalisty oraz doradcy dyrektora. Był autorem wzorów użytkowych i patentów.
W 1980 przystąpił do Niezależnego Samorządnego Związku Zawodowego „Solidarność”. Przewodniczył komisji zakładowej, wszedł w skład zarządu regionu, był także delegatem na I Krajowy Zjazd Delegatów w Gdańsku. Po wprowadzeniu stanu wojennego został internowany 13 grudnia 1981 na okres trzech miesięcy. Po zwolnieniu działał w niejawnych strukturach związku, współpracował z Prymasowskim Komitetem Pomocy Osobom Pozbawionym Wolności i ich Rodzinom.
W latach 1989–1991 sprawował mandat posła na Sejm X kadencji z okręgu nowotarskiego z ramienia Komitetu Obywatelskiego. W kolejnych wyborach bez powodzenia ubiegał się o reelekcję z listy Partii Chrześcijańskich Demokratów, po czym wycofał się z działalności politycznej.
Był zarządcą komisarycznym jednego z uzdrowisk i likwidatorem kombinatu budowlanego, później prowadził z żoną Galerię Antyczną w Nowym Targu, w 2006 przeszedł na emeryturę. Opublikował m.in. Solidarność Podhala (2001), „Solidarność” w Nowotarskich Zakładach Przemysłu Skórzanego „Podhale” w Nowym Targu 1980–1981 (2005) i Pierwsza pielgrzymka Ojca Świętego Jana Pawła II do Polski. Jan Paweł II w Nowym Targu. 8 czerwca 1979 w dokumentach Służby Bezpieczeństwa (2008). W 2005 zainicjował powołanie regionalnej grupy Ujawnić Prawdę.
Został pochowany w Nowym Targu.

## Odznaczenia i wyróżnienia
W 2009 odznaczony Krzyżem Oficerskim Orderu Odrodzenia Polski. W 2015 pośmiertnie otrzymał Krzyż Wolności i Solidarności. W 2012 pośmiertnie uhonorowano go nagrodą „Świadek Historii”, przyznawaną przez Instytut Pamięci Narodowej.